# Jan Blomme
Jan Blomme (nascido em 27 de maio de 1959) é um ex-ciclista belga. Representou seu país, Bélgica, em duas provas de ciclismo de pista nos Jogos Olímpicos de Verão de 1980.